# 麦琪的礼物
是美国作家欧·亨利的一篇溫馨的英文極短篇代表作。「麥琪」的意思是耶穌降生時，來朝拜耶穌的東方三博士，所以又稱為《贤者的礼物》、《圣贤的礼物》。
記述在美國大城市居住的一對貧寒夫婦，犧牲掉自己最珍愛的東西，以購置耶誕節禮物給對方，丈夫賣掉金錶，為妻子添購了全套髮梳，妻子卻把頭髮賣給假髮商人，幫夫婿買了錶鏈，兩人雖弄巧成拙，但剎那之間確認了對方深刻的愛。

## 改編作品
- 《賢者的贈禮（日语：マギの贈り物）》連載於《GRAND JUMP PREMIUM》2014年5月號-2015年1月號，由吉附久道創作。